# Julee Cruise
Julee A. Cruise (Creston, 1 de dezembro de 1956 – Pittsfield, 9 de junho de 2022) foi uma cantora, compositora e atriz estadunidense, melhor conhecida pela sua interpretação da canção Falling, tema principal da série televisiva Twin Peaks. Colaborou frequentemente com o compositor Angelo Badalamenti e o realizador David Lynch.

## Morte
Nos últimos anos, Julee Cruise sofria de lúpus. Morreu a 9 de junho de 2022, aos 65 anos, "segundo a sua vontade", nas palavras do marido.

## Discografia
- Floating Into The Night (1989)
- The Voice Of Love (1993)
- The Art of Being a Girl (2002)
- My Secret Life (2011)

### Singles
| Ano  | Título                                       | Posição nas paradas | Posição nas paradas | Posição nas paradas | Álbum                          |
| Ano  | Título                                       | EUA Mod             | GBR                 | AUS                 | Álbum                          |
| ---- | -------------------------------------------- | ------------------- | ------------------- | ------------------- | ------------------------------ |
| 1990 | "Falling"                                    | 11                  | 7                   | 1                   | Floating into the Night        |
| 1991 | "Rockin' Back Inside My Heart"               | —                   | 66                  | 107                 | Floating into the Night        |
| 1991 | "Summer Kisses, Winter Tears"                | —                   | —                   | —                   | Until the End of the World OST |
| 1992 | "Questions in a World of Blue" (promocional) | —                   | —                   | —                   | The Voice of Love              |
| 1993 | "Movin' In on You" (promocional)             | —                   | —                   | —                   | The Voice of Love              |
| 1999 | "If I Survive" (com Hybrid)                  | —                   | 52                  | —                   | Wide Angle                     |